# 广邑州
广邑州，中国古代的州，今云南省昌宁县。
原是元朝的金齿军民司的广邑寨。宣德五年（1430年）五月升为广邑州。八年（1433年）十一月，广邑州直隶布政司。正统元年（1436年）三月广邑州迁到顺宁府的右甸。